# Equivoci d'amore (film 2005)
Equivoci d'amore (Christmas in Boston) è un film del 2005 diretto da Neill Fearnley.
Interpretato da Marla Sokoloff, Patrick J. Adams, Jonathan Cherry e Lindy Booth e trasmesso per la prima volta il 14 dicembre 2005 sul canale ABC Family, il film tv racconta la storia di due ragazzi, Gina e Seth, che per un progetto scolastico incominciano a scriversi lettere. Per impegni lavorativi comuni i due ragazzi si incontreranno soltanto dopo anni di carteggi.

## Trama
Seth e Gina incominciano una corrispondenza epistolare da bambini che continuerà negli anni senza però mai decidere di incontrarsi.
Diventati adulti si presenta per i due l'opportunità di incontrarsi a un convegno a Boston, città dove Gina vive, non saranno loro a incontrarsi però. I due infatti, in passato, al momento di mandare una loro foto scelsero di mandare quella degli amici del cuore e saranno appunto questi a incontrarsi fingendo di essere Seth e Gina. Si innesca così una serie di equivoci.